# Zak Morioka
Zaqueu Morioka, mais conhecido como Zak Morioka (São Paulo, 6 de novembro de 1978) é um automobilista brasileiro.
Em 2000, ele disputou uma prova da Indy Racing League no Texas Motor Speedway, pela equipe Tri-Star Motorsports, terminando na 15ª posição.. Correu ainda na USAC Formula Ford 2000 em 1997, sendo o primeiro não-americano a ser campeão da categoria.